# Kıvanç Tatlıtuğ
Kıvanç Tatlıtuğ (Adana, 27 de octubre de 1983) es un actor y modelo turco, ganador de dos premios Golden Butterfly a mejor actor. También fue premiado como Best model of Turkey y Best model of the World en 2002.
Es uno de los actores más reconocidos e importantes en Turquía gracias a su larga carrera y a sus papeles protagonistas en series como Kuzey Güney o Aşk-ı Memnu.

## Primeros años
Kıvanç Tatlıtuğ nació el 27 de octubre de 1983, en Adana, Turquía. Hijo de Erdem y Nurten Tatlıtuğ, tiene cuatro hermanos. Posee ascendencia albanesa y bosnia por parte de su padre.
Nacido y criado en Adana, en donde la familia Tatlıtuğ era dueña de una panadería desde hace más de cien años. Durante la secundaria comenzó a destacarse en el baloncesto. Debido a la enfermedad del padre, la familia Tatlıtuğ se trasladó a Estambul para que el padre pudiera recibir el tratamiento adecuado. En Estambul, fue titular en diversos equipos amateur de baloncesto, pero debido a una lesión tuvo que dejar el deporte.

## Carrera
Tras perder la oportunidad de desarrollar una carrera como deportista, fue inscrito en un casting de modelaje por su madre. A los diecisiete años comenzó una ascendente carrera como modelo que más tarde lo llevaría a vivir y trabajar en París. Después de trabajar con agencias durante dos años, participó en el concurso de modelos Best Model of Turkey en 2002, que ganó y participó en el concurso Best Model of the World en el mismo año que volvió a ganar.

### 2004-2010
A finales de 2004, mientras se encontraba viviendo en Francia, fue llamado desde Turquía para protagonizar la serie de televisión Gümüş de Kanal D. La serie fue la primera ficción turca vendida a Medio Oriente y fue todo un fenómeno de audiencia. Años más tarde se titularía como actor profesional en la Istanbul Kültür University.
Entre los años 2007-2008, protagonizó la serie turca Menekşe ile Halil. En el año 2007, participó en la película Americans in the Black Sea.
El mayor paso en su carrera fue interpretar el personaje de Behlül Haznedar, en la serie Aşk-ı Memnu, una adaptación de la novela homónima de Halit Ziya Uşaklıgil en el año 2008. Por esta actuación, el actor ganó el premio al "Mejor actor" en los Golden Butterfly Awards.
En el año 2010, Kivanc puso voz a un personaje de la película Toy Story 3 en Turquía.
En ese mismo año, interpretó a un personaje secundario en la serie Ezel, al comienzo de la segunda temporada.

### 2011-2014
En el año 2011, protagonizó junto a Buğra Gülsoy la serie Kuzey Güney, transmitida por Kanal D.
En 2013, protagonizó la película dramática turca Butterfly's Dream, escrita y dirigida por Yılmaz Erdoğan, sobre la vida poética. 
En 2014, protagonizó la serie dramática turca Kurt Seyit ve Şura, una adaptación de la novela homónima. 

### 2016-presente
En el año 2016, protagonizó junto a Tuba Büyüküstün la serie Cesur ve Güzel, nominada a los Premios Emmy Internacional en el año 2018.
En el año 2018, Kivanc protagonizó dos películas: Hadi be Oğlum y Organize İşler Sazan Sarmalı.
En el presente, Kivanc está rodando una nueva serie dramática turca dirigida por Tolga Karaçelik llamada Bir Denizaltı Hikayesi y será una serie original de Netflix, de la que aún no se conoce fecha de estreno.

### Otras actividades
Tatlıtuğ es rostro publicitario de reconocidas marcas turcas como Mavi y Akbank. En 2008, protagoniza el vídeo musical "Nawyahalouh" de la cantante libanesa Rola Saad.
En 2011, fue nombrado embajador de Buena Voluntad de Unicef. Como embajador ha participado activamente en diversos proyectos y campañas para llamar la atención sobre los problemas de los niños de Turquía.

## Vida privada
Entre 2002 y 2008, Tatlıtuğ estuvo comprometido con Azra Akin, ex Miss Mundo y actriz. La relación estuvo marcada por las muchas idas y vueltas. En 2011 retomaron la relación. Se separaron definitivamente en 2012.
En 2013 comenzó a salir con Başak Dizer, estilista y diseñadora de modas que trabaja con la productora Ay Yapım. El 19 de febrero de 2016 se casaron en la embajada turca en París, Francia.

## Filmografía

### Televisión
| Año       | Título                  | Personaje          | Nota               | Plataforma |
| --------- | ----------------------- | ------------------ | ------------------ | ---------- |
| 2005-2007 | Gümüş                   | Mehmet Şadoğlu     | Protagonista       | Kanal D    |
| 2006      | Acemi Cadı              | Él mismo           | Aparición especial | Kanal D    |
| 2007-2008 | Menekşe ile Halil       | Halil Tuğlu        | Protagonista       | Kanal D    |
| 2008-2010 | Aşk-ı Memnu             | Behlül Haznedar    | Protagonista       | Kanal D    |
| 2010      | Ezel                    | Ramiz/Sekiz (Ocho) | Protagonista       | ATV        |
| 2011-2013 | Kuzey Güney             | Kuzey Tekinoğlu    | Protagonista       | Kanal D    |
| 2014      | Kurt Seyit ve Şura      | Kurt Seyit Eminof  | Protagonista       | Star TV    |
| 2016-2017 | Cesur ve Güzel          | Cesur Alemdaroğlu  | Protagonista       | Star TV    |
| 2018-2019 | Çarpışma                | Kadir Adalı        | Protagonista       | Show TV    |
| 2021      | Bir Denizaltı Hikayesi  | Başrol             | Protagonista       |            |
| 2021      | Into the Night          | Arman              | Invitado           | Netflix    |
| 2022      | Yakamoz S-245           | Arman              | Protagonista       | Netflix    |
| 2022      | Âşıklar Bayramı         | Avukat Yusuf       | Protagonista       | Netflix    |
| 2023      | Boğa Boğa               | Yalın              | Protagonista       | Netflix    |
| 2023      | İstanbul İçin Son Çağrı | Mehmet Yılmaz      | Protagonista       | Netflix    |

### Cine
| Año  | Título                       | Personaje            | Nota                   |
| ---- | ---------------------------- | -------------------- | ---------------------- |
| 2007 | Amerikalılar Karadeniz'de 2  | Muzaffer             | Protagonista           |
| 2010 | Toy Story 3                  | Ken                  | Voz (doblaje turco)    |
| 2013 | The Butterfly's Dream        | Muzaffer Tayyip Uslu | Protagonista           |
| 2018 | Hadi Be Oglum                | Ali                  | Protagonista           |
| 2019 | Organize İşler Sazan Sarmalı | Saruhan Zincir       | Protagonista           |
| 2022 | Boğa Boğa                    | Yalin                | Protagonista (Netflix) |
| 2022 | İstanbul İçin Son Çağrı      | Mehmet Yılmaz        | Protagonista (Netflix) |

## Premios y nominaciones

### Como actor
| Año  | Premio                                                       | Categoría                                  | Trabajo               | Resultado | Ref.   |
| ---- | ------------------------------------------------------------ | ------------------------------------------ | --------------------- | --------- | ------ |
| 2008 | Golden Butterfly Awards                                      | Mejor actor                                | Aşk-ı Memnu           | Ganador   | [ 13 ] |
| 2009 | Universidad Galatasaray                                      | Mejor actor                                | Aşk-ı Memnu           | Ganador   |        |
| 2009 | Wish Private Semiha Şakir High School                        | Mejor actor                                | Aşk-ı Memnu           | Ganador   |        |
| 2009 | Universidad Aydin de Estambul                                | Mejor actor                                | Aşk-ı Memnu           | Ganador   |        |
| 2009 | Universidad de Beykent                                       | Mejor actor                                | Aşk-ı Memnu           | Ganador   |        |
| 2010 | Premios Elle Style                                           | Actor con estilo                           | Aşk-ı Memnu           | Ganador   |        |
| 2011 | 10. Universidad Técnica de Yildiz                            | Mejor actor                                | Kuzey Güney           | Ganador   |        |
| 2011 | Premio Óscar de los Medios Turcos                            | Actor del año                              | Kuzey Güney           | Ganador   | [ 14 ] |
| 2012 | Golden Butterfly Awards                                      | Mejor actor                                | Kuzey Güney           | Ganador   | [ 15 ] |
| 2012 | Premios Bachillerato Vocacional de Comunicación Burç Anadolu | Mejor actor                                | Kuzey Güney           | Ganador   | [ 16 ] |
| 2012 | Calidad de la revista                                        | Actor de primera calidad                   | Kuzey Güney           | Ganador   | [ 17 ] |
| 2012 | Universidad Çanakkale Onsekiz Mart                           | Artista favorito de la serie de televisión | Kuzey Güney           | Ganador   |        |
| 2012 | Premios MGD 18th Golden Lens                                 | Mejor actor de serie dramática del año     | Kuzey Güney           | Ganador   |        |
| 2013 | Sadri Alisik Theatre and Cinema Awards                       |                                            | Kuzey Güney           | Ganador   | [ 18 ] |
| 2014 | SIYAD Turkish Film Critics Association                       |                                            | The Butterfly's Dream | Ganador   | [ 19 ] |

### Como modelo
| Año  | Premio                  | Resultado | Ref.   |
| ---- | ----------------------- | --------- | ------ |
| 2002 | Best model of Turkey    | Ganador   | [ 20 ] |
| 2002 | Best model of the World | Ganador   | [ 21 ] |